# Сенно (присілок)
Сенно (рос. Сенно) — присілок Бокситогорського району Ленінградської області Росії. Входить до складу Бокситогорського міського поселення.
Населення — 5 осіб (2003 рік).